# 丸山塚古墳 (八女市)
丸山塚古墳（まるやまづかこふん）は、福岡県八女市宅間田にある古墳。形状は円墳。八女古墳群を構成する古墳の1つ。国の史跡に指定されている（史跡「八女古墳群」のうち）。

## 概要
直径約33m・高さ約5.3mを測る大型の円墳で、本来は墳丘を取り巻く周濠・周堤が存在したと思われる。北側200mの所には、善蔵塚古墳と茶臼塚古墳（共に国の史跡）がある。
埋葬施設は両袖型横穴式石室で、全長8mを測り南に開口する。乗場古墳と同様、前室と後室に分かれた複室構造で、腰石に大きな石材を用い、上部には扁平の石材を用い割石積みをし、ドーム状に積み上げている。また、奥壁や玄室・前室の袖石には赤・黄・緑の三色により三角文・円文・蕨手文が描かれている。石室は保存のため調査後に埋め戻され、現在入ることは出来ない。
丸山塚古墳が造営された時期は、石室が複室構造であることなどから広川町の弘化谷古墳よりやや後出するものと考えられ、6世紀後半頃と推定されている。

## 文化財

### 国の史跡
- 丸山塚古墳（史跡「八女古墳群」のうち）
1978年（昭和53年）3月24日、既指定の史跡「岩戸山古墳」・「乗場古墳」・「石人山古墳」・「善蔵塚古墳」の4件を統合、丸山塚古墳・丸山古墳・茶臼塚古墳を追加指定して、「八女古墳群」に名称変更[3]。